# Песьяне
Песья́не — деревня в Киржачском районе Владимирской области. Входит в состав Филипповского сельского поселения.

## География
Деревня располагается в 10 км к югу от города Киржач. В 2 км от неё проходит Большое Московское кольцо — трасса А-108. Через деревню проходит автобусный маршрут Киржач — деревня Головино. Связана дорогой с щебёночным покрытием с Кашино.
В деревне 9 улиц: 70 лет Октября, Лесная, Мирная, Молодёжная, Новая, Полевая, Советская, Строителей, Центральная. 

## История
На картах А. И. Менде XIX века, деревня называлась «Песьяни».
В XIX — начале XX века деревня входила в состав Финеевской волости Покровского уезда Владимирской губернии, относилась к Богородскому церковному приходу.
По разделу 3 января 1677 года деревней владел П. П. Савёлов.
Центральная усадьба колхоза "Новый путь".
С 1929 года деревня являлась центром Песьяновского сельсовета Киржачского района, с 1954 года — в составе Финеевского сельсовета, с 1971 года — центр Песьяновского сельсовета, с 2005 года входит в состав Филипповского сельского поселения.

## Население
| 1859 | 1905 | 1926 | 1959 | 1970 | 1979 | 1983 |
| ---- | ---- | ---- | ---- | ---- | ---- | ---- |
| 475  | ↗696 | ↘657 | ↘237 | ↘177 | ↗216 | ↗233 |
| 2002 | 2010 | 2021 |      |      |      |      |
| ↗319 | ↗330 | ↘254 |      |      |      |      |

## Инфраструктура
Имеются детский сад, фельдшерско-акушерский пункт, Песьяновский сельский филиал библиотеки на ул. Советская, д.24.

## Достопримечательности
На улице Центральной — памятник погибшим в Великую Отечественную войну.
В окрестности деревни находится «Храм Великомученика Пантилимона».
Свято-Троицкий скит Православной Российской Церкви, настоятель митрополит Арсений (ПРЦ).

## Известные уроженцы
- Глухов, Михаил Иванович (1893—1947) — советский военачальник, генерал-лейтенант.